# Licania macrophylla
Licania macrophylla är en tvåhjärtbladig växtart som beskrevs av George Bentham. Licania macrophylla ingår i släktet Licania och familjen Chrysobalanaceae. Inga underarter finns listade i Catalogue of Life.